# Христо Маленков
Христо Маленков е български общественик и духовник от Македония.

## Биография
Христо Маленков е роден в 1841 година в град Охрид, тогава в Османската империя. Принадлежи към рода Маленкови. В 1866 година става свещеник в родния си град. Протойерей Маленков е председател на Охридската българска община от 1870 до 1890 година. През 1882 година екзархийски наместник в Охрид е свещеник Христо Маленков, който е на редовна заплата от приходите от владищината. Маленков е и председател на общината, има надзор над цялата епархия и дава наставления на общините по църковно-народни въпроси. Участва дейно в борбата за самостоятелна българска църква.
През 1917 година подписва Мемоара на българи от Македония от 27 декември 1917 година.